# Altmühl
Sông Altmühl  là một con sông ở Bayern, Đức. Nó là một phụ lưu bên trái của sông Donau và dài khoảng 230 kilômét (140 mi).

## Dòng chảy

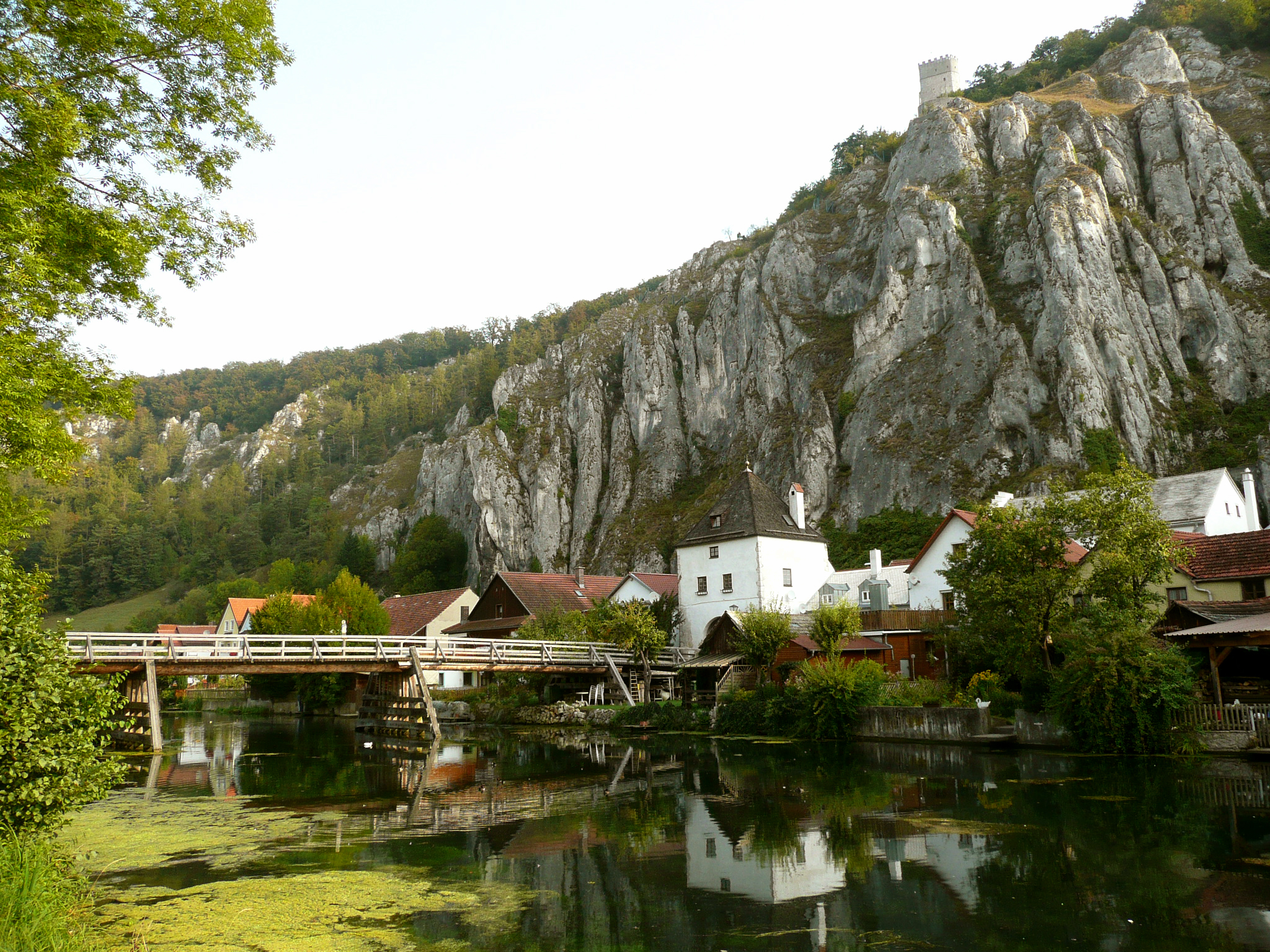
Altmühl tại Essing, giữa Dietfurt và Kelheim

Nguồn của sông Altmühl nằm gần thị trấn Ansbach. Từ đây sông chảy về phía đông nam như một con suối hẹp vào hồ Altmühlsee ở phía bắc Gunzenhausen. Sau khi rời Gunzenhausen, sông vẽ một đường cong rộng lớn qua vùng núi kỷ Jura  Franken. Nó tiến vào Naturpark Altmühltal (Công viên Thiên nhiên Thung lũng Altmühl): Sự uốn khúc của sông Altmühl đã cắt thành những hẻm núi sâu vào dãy núi của kỷ Jura Franken.
Sông Altmühl chảy qua các thị trấn Treuchtlingen, Eichstätt và Beilngries.
Ở hạ lưu của Dietfurt, lòng sông được làm thẳng và kết hợp lại thành một con kênh nối sông Main và sông Donau (Kênh Rhein – Main – Donau). Bất chấp sự phản đối của các nhà bảo tồn thiên nhiên, kênh đào được khai mạc vào năm 1992 và đã thay đổi phần lớn thung lũng Altmühl phía đông.
Sông Altmühl cuối cùng cũng chảy vào sông Donau ở Kelheim.

## Dòng sông

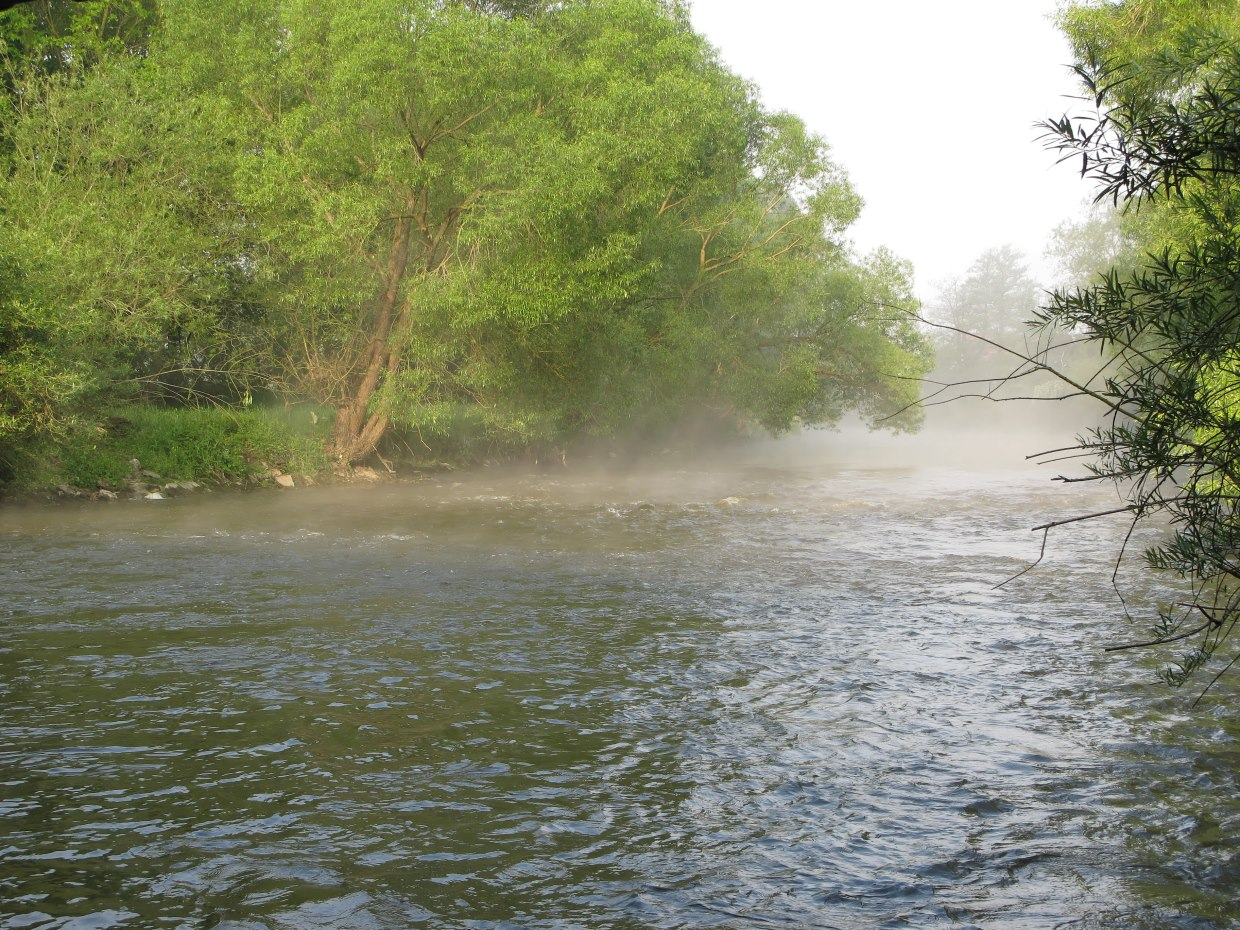
Beilngries Altmühl

Sông Altmühl có nguồn nước nằm trên sườn phía nam của dãy núi Franken về phía đông bắc của thị trấn Rothenburg ob der Tauber, gần Hohe Leite và khoảng 500m về phía đông nam của vùng hoang dã Burgbernheim Wildbad. Tại nguồn của nó, Cục Kỹ thuật Thủy văn Hoàng gia Bayern tại München vào năm 1904 đã sửa rãnh thoát nước của hồ Hornauer Weiher. Hồ này được cung cấp nước bởi một số dòng suối; trong khi đó nguồn của một trong số con suối này được coi là nguồn của sông Altmühl. Do đó, sông Altmühl trổi lên ngay phía nam của lưu vực chính châu Âu và sau đó chảy chủ yếu theo hướng đông nam. Đây là con sông chảy chậm nhất ở Bayern, chảy rất chậm, thậm chí là một trong những con sông chảy chậm nhất của Đức và cũng là con sông dài nhất có nguồn và chỉ chảy trong một bang của Đức.
Altmühl có thể được chia thành ba phần.

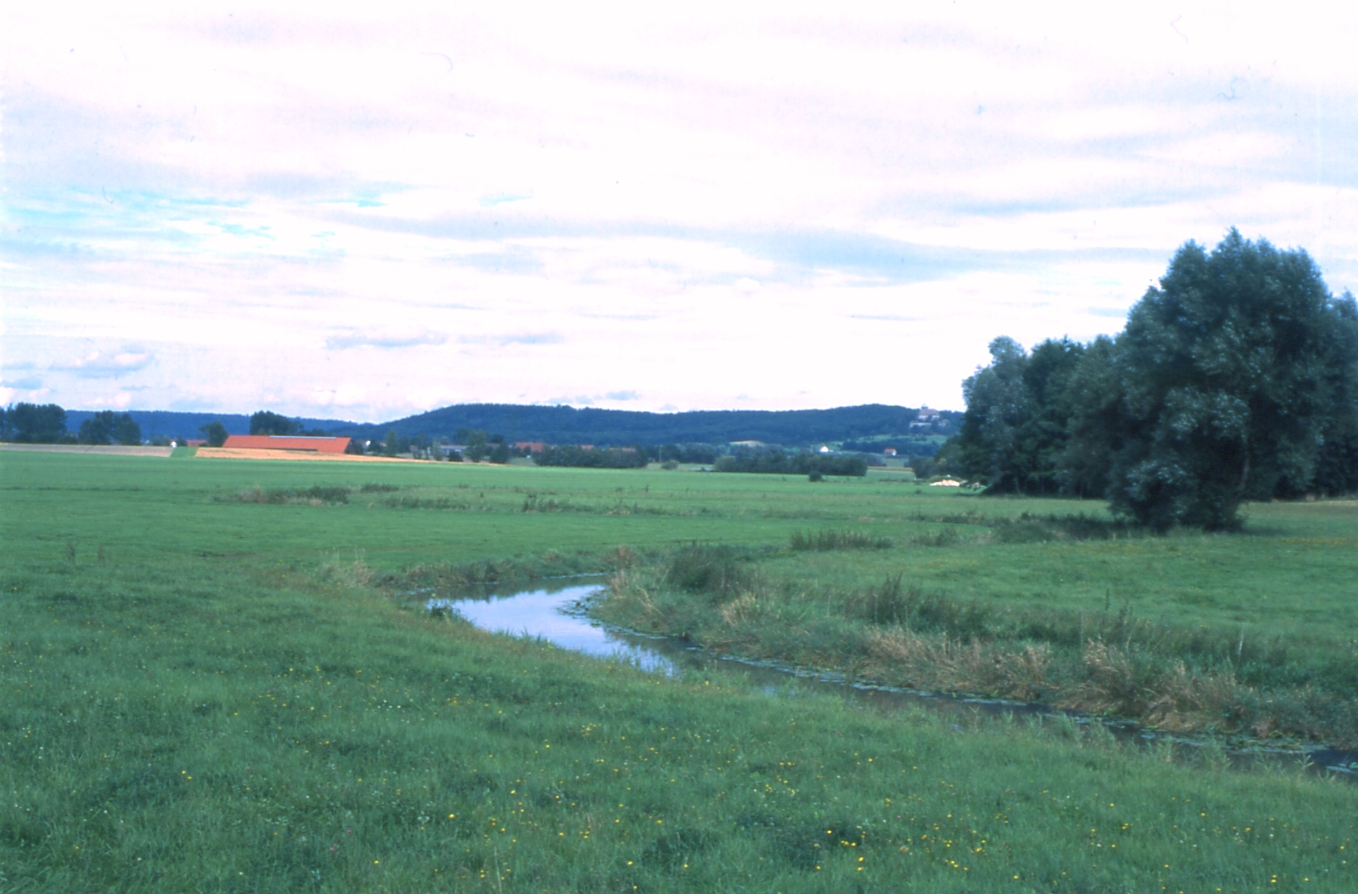
Altmühl phía trên Leutershausen, nhìn ra Frankenhöhe

Ở đoạn phần ba phía trên cùng, nó là một con sông đồng cỏ nằm trong một thung lũng rộng lớn chảy rất chậm do độ dốc không đáng kể. Cảnh quan ở đây bằng phẳng, hơi đồi núi một chút và nền đất chủ yếu bao gồm núi đá của thời kỳ Keuper, ở đây chủ yếu là đá vôi và đất sét. Do đó, đá bùn bịt kín lớp đất dưới lòng đất, làm cho sông Altmühl ở thượng nguồn chỉ là một dòng suối không quá rộng.
Ở đoạn giữa, sông Altmühl chảy về phía bắc và phía đông vào hồ Altmühlsee ở Gunzenhausen. Đáy sông được kiến tạo lại ở đây trong quá trình xây dựng hồ Altmühlsee vào thập niên 1980. Trên bờ phía nam của Altmühlsee,  sông chảy dưới lòng đất Altmühlüberleiter.
Chỉ khi thủy triều lên, nước mới chảy từ sông  Altmühl qua Altmühlzuleiter vào hồ Altmühlsee. Hồ này được tạo ra như một hồ chứa nước để dẫn nước  từ sông Donau vào sông Main lúc khô cạn. Hồ được chỉ định là một khu bảo tồn thiên nhiên và chim chóc. Nước lấy từ hồ chảy qua đường hầm của Altmühlüberleiters đầu tiên vào hồ Brombachsee nhỏ hơn và do đó vào hệ thống sông ngòi của sông Regnitz ở phía bắc của đường phân thủy lục địa. Nước ở sông Regnitz cuối cùng chảy qua sông Main vào sông Rhein, do đó, với sự chuyển giao, một đoạn phân chia nước sông nhân tạo đã được tạo ra.

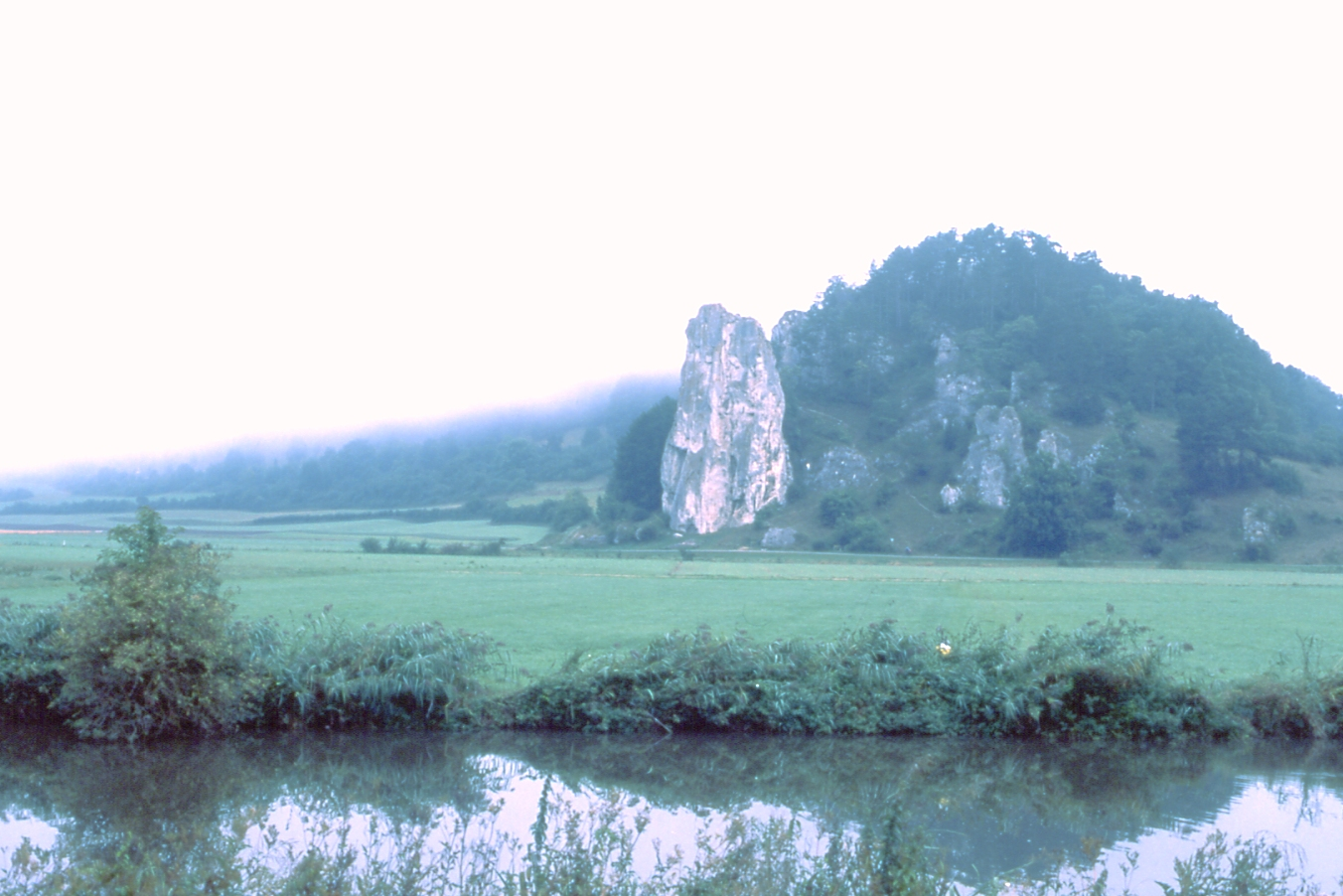
Thung lũng Altmühltal tại Burgstein tại nhà máy xay Bubenrother trong sương sớm

Từ Treuchtlingen, sông Altmühl chảy theo hạ lưu của nó qua cao nguyên Franken Jura, nơi có đá vôi karst nó đã tạo ra được một thung lũng hẹp. Trên những sườn núi dốc ở thung lũng ở đây đôi khi có những khối đá hình thù kỳ dị.

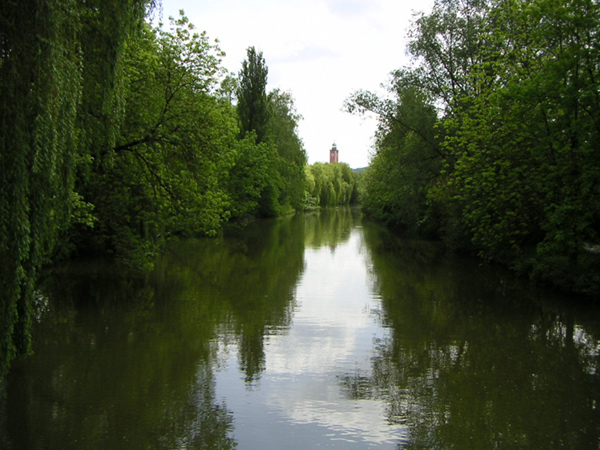
Altmühl gần Eichstätt

Từ thị trấn Dollnstein, Thung lũng Đột phá Jura đột nhiên trở nên rộng lớn hơn nhiều. Từ đây, sông Altmühl chảy qua một thung lũng trước đó là thung lũng thuộc sông Donau lớn hơn. Tại thị trấn Rennertshofen, "Urdonautal" này phân nhánh từ thung lũng Donau hiện tại thành 2 phần; trong phần không có sông Altmühl chảy qua đó, mà chỉ có những con suối nhỏ, nó được gọi là thung lũng khô Wellheimer.
Từ năm 1910, dòng chảy từ phía dưới Wurmsbach trở xuống được làm thẳng và được điều tiết với nhiều công sự, khiến nhiều nhánh sông bị cắt đứt. Hiện tại, một số biện pháp quản lý đã bị đảo ngược một lần nữa, chẳng hạn như Graben thuộc thị trấn Treuchtlingen và ngay trước Eichstätt tại Wasserzell.
Dòng chảy thấp nhất của sông này từ Dietfurt on the Altmühl đã được mở rộng vào giữa thế kỷ 19 trở thành một phần của Kênh đào Ludwig-Donau-Main (Kênh Donau-Main cũ, được xây từ 1836 cho tới 1846). Cũng tuyến đường này đã được sử dụng từ năm 1975 đến năm 1991 để xây dựng Kênh Main-Donau, một tuyến đường vận chuyển chính với các xà lan ở Riedenburg và Kelheim. Lần đầu tiên trong một dự án xây dựng đường thủy ở Châu Âu, các kế hoạch tạo cảnh quan cho các biện pháp sinh thái đã được thiết lập để thay thế các biện pháp can thiệp vào thiên nhiên và cảnh quan; 15% chi phí xây dựng kênh đã được chi cho việc này. Sông Altmühl chảy bên dưới Kelheim vào sông Donau tại Donau km 2411,54. Đoạn sông dài gần 34 km của  Altmühl được nhập vào đường thủy liên bang kênh đào Main-Donau; Ngoài ra, vẫn còn 580 mét Altmühl từ phía trên đập Dietfurt đến đường thủy liên bang MDK.